# Полесье (Петриковский район)
Полесье (бел. Палессе; до 2009 года — Подконоплище) — деревня в Бабуничском сельсовете Петриковского района Гомельской области Беларуси.
На севере граничит с лесом.

## География

### Расположение
В 16 км на север от Петрикова, 16 км от железнодорожной станции Муляровка (на линии Лунинец — Калинковичи), 191 км от Гомеля.

### Гидрография
На западной окраине Михедово-Грабовский канал.

## Транспортная сеть
Транспортные связи по просёлочной, затем автомобильной дороге Лунинец — Калинковичи. Планировка состоит из криволинейной улицы, ориентированной с юго-запада на северо-восток и застроенной неплотно деревянными усадьбами.

## История
Основана в начале XX века. как хутор в Мозырском уезде Минской губернии. Наиболее активная застройка приходится на 1920-е годы. В 1931 году организован колхоз. Во время Великой Отечественной войны в мае 1943 года оккупанты полностью сожгли деревню и убили 9 жителей. 17 жителей погибли на фронте. Согласно переписи 1959 года в составе совхоза «Заветы Ильича» (центр — деревня Бабуничи).
Решением Петриковского районного Совета депутатов от 15 декабря 2009 года № 149 "О переименовании сельских населённых пунктов Петриковского района" деревня Подконоплище переименована в деревню Полесье. 

## Население

### Численность
- 2004 год — 14 хозяйств, 18 жителей.

### Динамика
- 1940 год — 37 дворов, 127 жителей.
- 1959 год — 129 жителей (согласно переписи).
- 2004 год — 14 хозяйств, 18 жителей.